# Футбол на летних Олимпийских играх 1992 — квалификация
Отборочный турнир футбольных соревнований летних Олимпийских игр 1992 прошёл с 21 октября 1990 года по 3 июня 1992 года. Сборная Испании автоматически отобралась на олимпийский турнир на правах принимающей стороны Олимпийских игр. Остальные 15 мест разыгрывались в отборочных турнирах, проводимых шестью континентальными федерациями. Всего в отборе приняли участие рекордные 114 сборных: 32 европейских, 28 азиатских, 21 африканская, 10 южноамериканских, 19 североамериканских и 4 тихоокеанских. На этих Олимпийских играх был изменён формат допуска к участию футболистов. Теперь в качестве олимпийских считаются сборные, составленные из игроков до 23 лет. В Европе олимпийский отбор проводился в рамках молодёжного чемпионата Европы.
Сборные Афганистана, Лаоса, Ливии, Буркина-Фасо, Гамбии, Мали, Конго, Либерии, Гвинеи, Заира, Эфиопии, Анголы, Того и Кот-д’Ивуара снялись с турнира до его начала. Сборная Коста-Рики отстранена от отбора за использование игроков более старшего возраста. Сборные Габона и Замбии также были отстранены.

## Итоговый список участников Олимпийских игр
| Отборочный турнир                             | Квоты | Сборные                       |
| --------------------------------------------- | ----- | ----------------------------- |
| Страна-организатор                            | 1     | Испания                       |
| Чемпионат Европы среди молодёжных команд 1992 | 4     | Италия Швеция Дания Польша    |
| Азиатская квалификация                        | 3     | Катар Республика Корея Кувейт |
| Африканская квалификация                      | 3     | Египет Гана Марокко           |
| Отборочный турнир КОНКАКАФ                    | 2     | Мексика США                   |
| Отборочный турнир КОНМЕБОЛ                    | 2     | Колумбия Парагвай             |
| Стыковые матчи ОФК-УЕФА                       | 1     | Австралия                     |
| Всего                                         | 16    |                               |

## Европа
В Европе олимпийский отбор совпадал с молодёжным чемпионатом Европы. В соревнованиях приняли участие 32 сборные. Турнир прошёл в два этапа: групповой этап (8 групп) в два круга и стадия плей-офф (четвертьфиналы, полуфиналы и финал). Команды боролись за четыре прямые путёвки на Игры и одну путёвку в стыковые матчи с представителем Океании. В числе четырёх лучших оказалась Шотландия, не являющаяся членом МОК. Таким образом её место заняла Польша.
Победителями отборочного турнира стали сборные Италии, Швеции, Дании и Польши. Сборная Нидерландов получила право на участие в стыковых матчах.

## Азия
В азиатском отборочном турнире 28 сборных (из 30 заявленных) боролись за три места в олимпийском турнире. Турнир проходил в два этапа. Все команды были поделены на две географические зоны: ближневосточную и дальневосточную. Внутри зон команды делились на три группы в каждой. Победители подгрупп вышли во второй общий этап, где определили участников Олимпийских игр.
Победителями отборочного турнира стали сборные Катара, Южной Кореи и Кувейта.

## Африка
В африканском отборочном турнире 21 сборная (из 32 заявленных) боролись за три места в олимпийском турнире. Соревнования проходили в четыре раунда в формате матчей на выбывание.
Победителями отборочного турнира стали сборные Ганы, Египта и Марокко.

## Южная Америка
В южноамериканском отборочном турнире 10 сборных боролись за два места в олимпийском турнире. Турнир прошёл в феврале 1992 года в Парагвае. Команды были поделены на две группы. Соревнования проходили в два этапа.
Победителями отборочного турнира стали сборные Парагвая и Колумбии.

## Северная и Центральная Америка
В североамериканском отборочном турнире 19 сборных боролись за два места в олимпийском турнире. Все команды были поделены на три географические зоны. Соревнования проходили в три этапа. Победители определялись на общем финальном турнире.
Победителями отборочного турнира стали сборные США и Мексики.

## Океания
В отборочном турнире Океании 4 сборные боролись за право сыграть в стыковых матчах с пятой командой Европы. Турнир прошёл в один этап.
Победителем отборочного турнира стала сборная Австралии.

## Стыковые матчи ОФК-УЕФА
| 17 мая 1992     | \| Австралия \| 1:1 \| Нидерланды \| \| Тони Видмар 24′ \| Голы \| Шон Мёрфи 49′ (авт.) \| | Сиднейский футбольный стадион, Сидней Зрителей: 18 784 Судья: Сидзуо Такада |
| Австралия       | 1:1                                                                                        | Нидерланды                                                                  |
| Тони Видмар 24′ | Голы                                                                                       | Шон Мёрфи 49′ (авт.)                                                        |

| 24 мая 1992                           | \| Нидерланды \| 2:2 д.в. \| Австралия \| \| Рональд Де Бур 69′ · Артур Нюман 102′ \| Голы \| Нед Зелич 43′, 117′ \| | Галгенвард, Утрехт Зрителей: 8 500 Судья: Филипп Ледюк |
| Нидерланды                            | 2:2 д.в. | Австралия                                              |
| Рональд Де Бур 69′ · Артур Нюман 102′ | Голы | Нед Зелич 43′, 117′                                    |

Счёт по сумме двух матчей 3:3, Австралия победила благодаря большему числу мячей, забитых на выезде.